# Сулковка
Су́лковка (укр. Сулківка) — село на Украине, находится в Хмельницком районе Винницкой области.
Код КОАТУУ — 0524887001. Население по переписи 2001 года составляет 352 человека. Почтовый индекс — 22013. Телефонный код — 4338.
Занимает площадь 1,8 км².
В селе действует Свято-Троицкий храм Хмельницкого благочиния Винницкой епархии Украинской православной церкви.

## Адрес местного совета
22013, Винницкая область, Хмельницкий р-н, с. Сулковка, ул. Л. Украинки, 27